# Jamie Smith
James Smith detto Jamie (Alexandria, 20 novembre 1980) è un ex calciatore scozzese, di ruolo centrocampista. È stato chiamato due volte per giocare nella nazionale scozzese.

## Carriera

### Inizi
Smith ha iniziato la sua carriera calcistica con il Celtic, in cui è rimasto in panchina nella finale di Coppa UEFA 2003. 
Dopo aver avuto poco spazio con il club scozzese, nel 2004 si è trasferito al club olandese dell'ADO Den Haag, dove ha trascorso una stagione.

### Aberdeen
Tornato in Scozia nella stagione 2005-2006 con l'Aberdeen.
Nel dicembre del 2007, Smith ha giocato un ruolo chiave nella vittoria sui danesi del FC Copenhagen in Coppa UEFA, segnando due gol. 
La partita finì 4-0 per l'Aberdeen 4-0. Il contratto di Smith è scaduto alla fine della stagione 2008-2009.

### Colorado Rapids
Nel maggio del 2009, gli è stato dato il permesso di discutere per la firma di un contratto con il Toronto FC. Tuttavia, nel luglio 2009, ha firmato un contratto con i Colorado Rapids. Nella sua prima stagione con i Rapids ha giocato solo quattro partite prima di subire un infortunio al ginocchio che lo ha tenuto lontano dai giochi per il resto della stagione. Il 28 agosto 2010, Smith ha segnato il suo primo gol in MLS in una partita contro lo Houston Dynamo, in cui è stato nominato uomo partita.

## Palmarès

### Club
- Coppa di Scozia: 1

Celtic: 2000-2001
- Coppa di Lega scozzese: 1

Celtic: 2000-2001
- Campionato scozzese: 2

Celtic: 2001-2002, 2003-2004
- Campionato MLS: 1

Colorado Rapids: 2010